# Lucio Salvio Otón

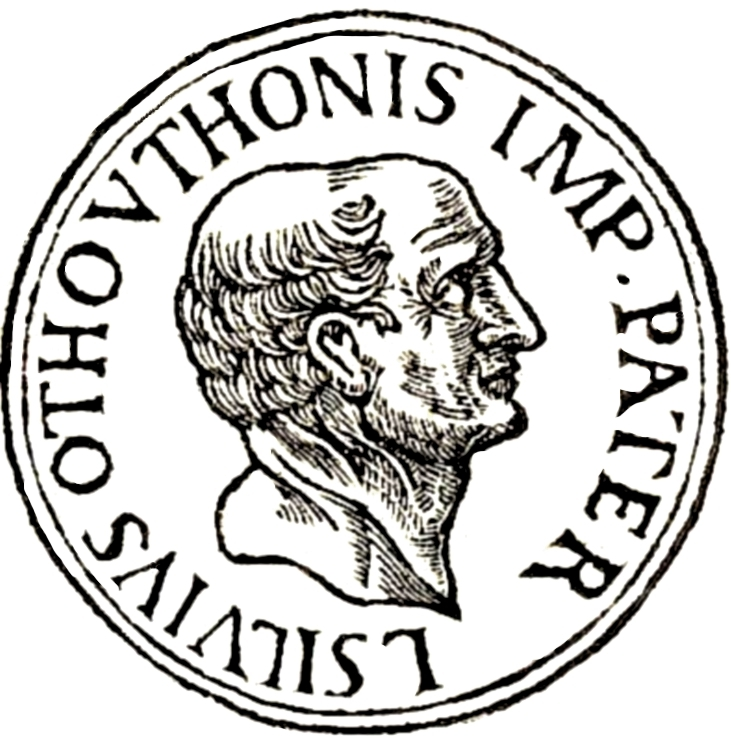
Medallón de Lucio Salvio Otón del Promptuarii iconum insigniorum de Guillaume Rouille (1553)

Lucio Salvio Otón (en latín, Lucius Salvius Otho) fue un político y militar del Imperio romano, famoso sobre todo por ser el padre del emperador Marco Salvio Otón. Lucio nació en una influyente y bien relacionada familia por su lado materno. Mantuvo una estrecha amistad con Tiberio al que se parecía mucho físicamente. Estos factores dieron pie a que en Roma circularan rumores de que Lucio era hijo del emperador.

## Carrera
Lucio se hizo conocido entre el pueblo debido a la severidad con la que ostentaba sus cargos públicos. Fue designado consul suffectus en julio del año 33, bajo Tiberio y también desempeño bastantes cargos especiales. Obtuvo un proconsulado en la provincia de África en 41-42, bajo Calígula. 
En el año 42, algunos soldados estacionados en la provincia de Iliria, particularmente las legiones VII Macedónica y XI, apoyaron una insurrección contra el emperador Claudio encabezada por el gobernador de la provincia, Lucio Arruncio Camilo Escriboniano. Sin embargo, cuando vieron la inminencia de su fracaso decidieron cubrir su falta matando a sus oficiales, a los que tacharon como los instigadores de la revuelta. Claudio apoyó la aparentemente noble acción de la soldadesca, pero Lucio no podía permitir que salieran impunes de tamaño desprecio contra el Imperio y ordenó ejecutarlos, pero con esta acción, Lucio perdió todo el favor imperial, ya que había ido en contra de una orden de Claudio.
Aun así, Lucio logró reparar su dañada reputación dentro de la corte al obligar a unos esclavos de un equites a confesar la naturaleza de un complot que se había iniciado para derrocar a Claudio. A consecuencia de ello, el Senado legisló la creación de su estatua en el Palacio Imperial, y Claudio gestionó su ingreso en el patriciado romano alegando que era "un hombre de mayor lealtad de la que uno pueda esperar de sus propios hijos".

## Matrimonio y descendencia
Lucio contrajo matrimonio con una noble romana llamada Terencia Alba, cuyo nombre sugiere que perteneciera a la gens Terentia. Fruto de esta unión nacieron tres hijos:
- Lucio Salvio Otón Ticiano, cónsul en el año 52.
- Marco Salvio Otón, emperador romano.
- Salvia, a quien prometió en matrimonio al sobrino e hijo adoptivo de Tiberio, Druso César.

| Predecesor: Servio Sulpicio Galba y Lucio Cornelio Sila Félix | Cónsul suffectus del Imperio Romano junto con Cayo Octavio Lenas julio-diciembre de 33 | Sucesor: Paulo Fabio Pérsico y Lucio Vitelio |
| Predecesor: Lucio Calpurnio Pisón                             | Proconsul de la provincia África 40-41                                                 | Sucesor: Quinto Marcio Barea Sorano          |

- Datos: Q432416
- Multimedia: Lucius Salvius Otho / Q432416